# Tereza Matoušková
Tereza Matoušková (* 6. července 1990 Staré Město) je česká spisovatelka a blogerka. Momentálně (leden 2016) žije v Praze. Vystudovala evoluční a ekologickou biologii na Přírodovědecké Fakultě Masarykovy univerzity. Mimo vlastní literární tvorby pořádá literárních akce pro mládež, zejména pak dílny tvůrčího psaní v Knihovně Jiřího Mahena v Brně. Její tvorba se řadí do subžánru dark fantasy a arcane-punk. Většina jejího díla je zasazena do autorčina vlastního světa Podmoří.

## Dílo
- Dnes se neproměňuj, 2008
- Branou snů, 2009
- Hladová přání, 2011
- Vílí kruhy, 2015
- Děti vánice, 2016
- Válka zrcadel, 2017